# Petar Sibinkich
Petar Sibinkich –en búlgaro, Петар Сибинкич– (Novi Sad, Yugoslavia, 10 de enero de 1976) es un deportista búlgaro, de origen yugoslavo, que compitió en piragüismo en la modalidad de aguas tranquilas. Ganó tres medallas en el Campeonato Europeo de Piragüismo entre los años 1999 y 2000.

## Palmarés internacional
| Representando a Bulgaria |                  |                   |             |
| Campeonato Europeo       |                  |                   |             |
| Año                      | Lugar            | Medalla           | Competición |
| 1999                     | Zagreb (Croacia) | Medalla de plata  | K4 500 m    |
| 1999                     | Zagreb (Croacia) | Medalla de plata  | K4 1000 m   |
| 2000                     | Poznań (Polonia) | Medalla de bronce | K4 1000 m   |